# Dorsa di Caronte
Segue una lista dei dorsa presenti sulla superficie di Caronte. La nomenclatura di Caronte è regolata dall'Unione Astronomica Internazionale; la lista contiene solo formazioni esogeologiche ufficialmente riconosciute da tale istituzione.
I dorsa di Caronte portano i nomi di scrittori e artisti collegati all'esplorazione dello spazio.

## Prospetto
| Dorsa            | Eponimo                                                                          | Latitudine | Longitudine | Diametro |
| ---------------- | -------------------------------------------------------------------------------- | ---------- | ----------- | -------- |
| McCaffrey Dorsum | Anne McCaffrey - Scrittrice statunitense (1926-2011), autrice del ciclo di Pern. | 74,28° N   | 294,89° E   | 420 km   |